# Bengt Jerkland
Bengt Erik Jerkland, född 14 september 1946 i Östersund, är en svensk militär.

## Biografi
Jerkland blev 1968 fänrik i Armén. År 1970 befordrades han till löjtnant, år 1972 till kapten, år 1979 till major, år 1985 till överstelöjtnant, år 1990 till överste, år 1994 till överste av första graden och 2000 till brigadgeneral.
Jerkland inledde sin militära karriär i Armén vid Jämtlands fältjägarregemente. Åren 1983–1984 var han kompanichef vid Svea livgarde. Åren 1984–1989 var han detaljchef vid Arméstaben. Åren 1989–1993 var han ställföreträdande chef för Västerbottens regemente, samt brigadchef för Lapplandsbrigaden. Åren 1993–1994 var han brigad- och regementschef för Norrbottens regemente och Norrbottensbrigaden. Åren 1994–1997 var han chef för Övre norra arméfördelningen. Åren 1997–1998 var han avdelningschef vid Högkvarteret. Åren 1998–2000 var han Försvarsmaktens chefsutvecklare. Åren 2001–2004 var han chef för Gotlands militärdistrikt.